# Michael Rogers

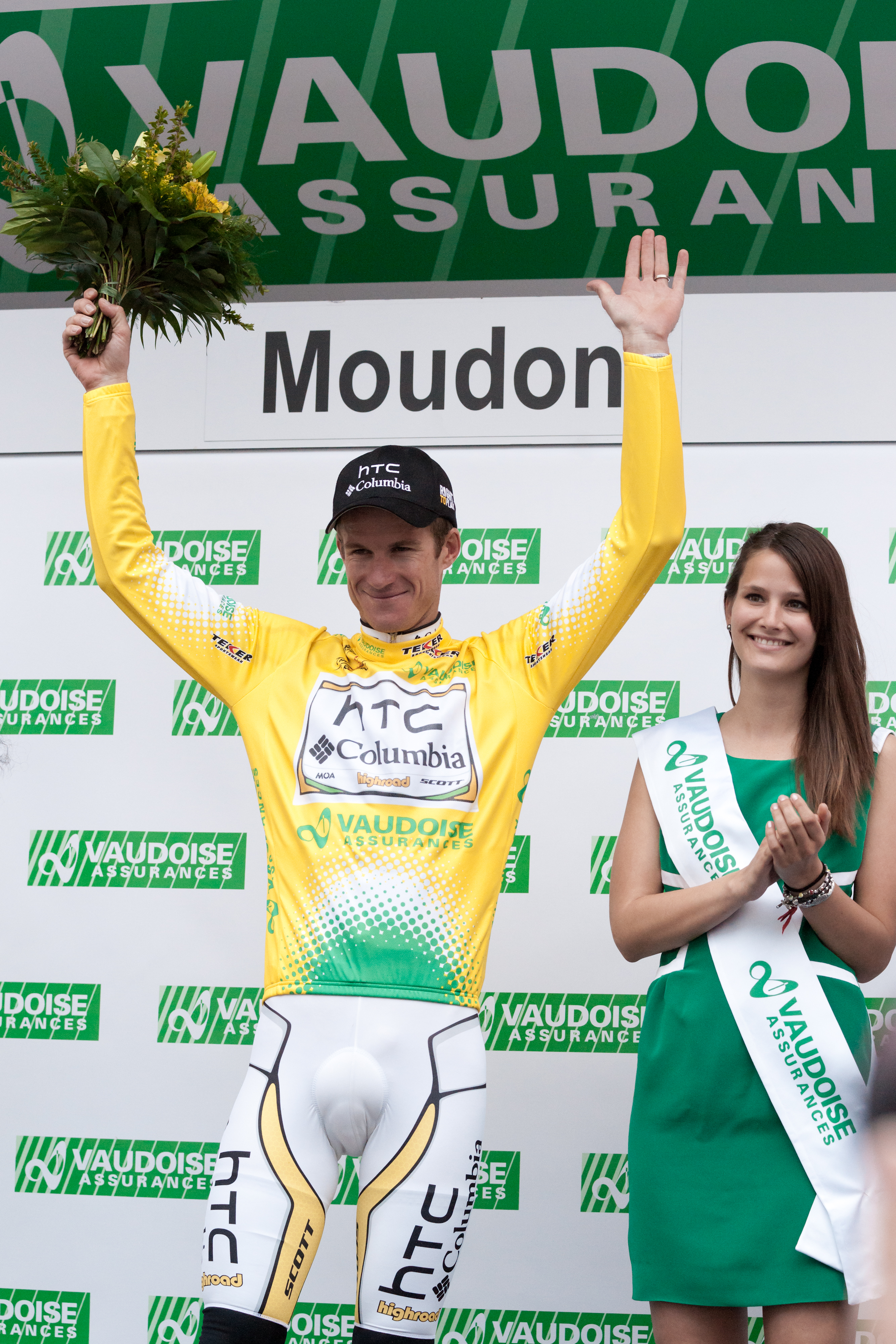
Michael Rogers

Michael Rogers, zkráceně Mick Rogers (* 20. prosince 1979 Barnham, Nový Jižní Wales) je australský profesionální cyklista, člen Team Tinkoff-Saxo. Je trojnásobným mistrem světa v časovce.
Začínal jako dráhař, v roce 1997 se stal juniorským mistrem světa v bodovacím závodě a ve stíhačce družstev, o rok později vyhrál Hry Commonwealthu ve scratchi. Na Mistrovství světa v silniční cyklistice 1999 skončil na druhém místě v časovce jednotlivců kategorie do 23 let a o rok později vybojoval ve stejné disciplíně bronzovou medaili. V roce 2002 vyhrál australský etapový závod Tour Down Under, ačkoli po kolizi s doprovodným motocyklem musel jednu etapu dokončit na kole vypůjčeném od jednoho z diváků. V roce 2003 vyhrál závody Kolem Belgie a Kolem Německa. Na Mistrovství světa v silniční cyklistice 2003 skončil v časovce jednotlivců na druhém místě, ale vítězný David Millar byl dodatečně diskvalifikován pro užívání zakázaných látek a titul připadl Rogersovi, který ho dokázal obhájit v letech 2004 a 2005. V roce 2004 skončil čtvrtý v časovce na olympiádě, v roce 2012 byl však olympijský vítěz Tyler Hamilton usvědčen z dopingu a zbaven všech medailí, Rogers se tak posunul na třetí příčku, bronzovou medaili obdržel roku 2015.
Rogers dále skončil druhý v celkové klasifikaci závodu Tour de Suisse 2005, druhý na Kolem Katalánska 2007, v roce 2010 vyhrál Kolem Andalusie i Kolem Kalifornie, na Critérium du Dauphiné 2012 byl druhý. Na olympiádě 2008 byl pátý v závodě s hromadným startem a osmý v časovce. Nejlepšími jeho výsledky na Grand Tours je celkově šesté místo na Giro d'Italia 2009 a deváté místo na Tour de France 2006. Vyhrál tři etapy na Giru, jediné etapové vítězství na Tour si připsal v roce 2014, kdy vyhrál po samostatném úniku nejdelší etapu tohoto ročníku.
Na přelomu let 2013 a 2014 dostal půlroční zákaz závodění po pozitivním testu na clenbuterol, byl však později omilostněn s vysvětlením, že nález byl způsoben požitím závadného masa během startu v Číně.